# Pseudodracontium lanceolatum
Pseudodracontium lanceolatum är en kallaväxtart som beskrevs av Serebryanyi. Pseudodracontium lanceolatum ingår i släktet Pseudodracontium och familjen kallaväxter. Inga underarter finns listade.